# Turdina gorjanegra
La turdina gorjanegra (Turdinus atrigularis) és un ocell de la família dels pel·lorneids (Pellorneidae).

## Hàbitat i distribució
Viu entre la malesa del bosc de les terres baixes a Borneo.